# 斐迪南二世 (葡萄牙)
斐迪南二世（葡萄牙語：Ferdinand II，1816年10月29日—1885年12月15日，又譯費爾南多二世），本名斐迪南·奧古斯都·法蘭茲·安頓·馮薩克森-科堡-哥達（Ferdinand August Franz Anton von Sachsen-Coburg und Gotha），是葡萄牙女王玛丽亚二世的丈夫、葡萄牙配国王（1837年9月16日至1853年11月15日在位）。

## 生平

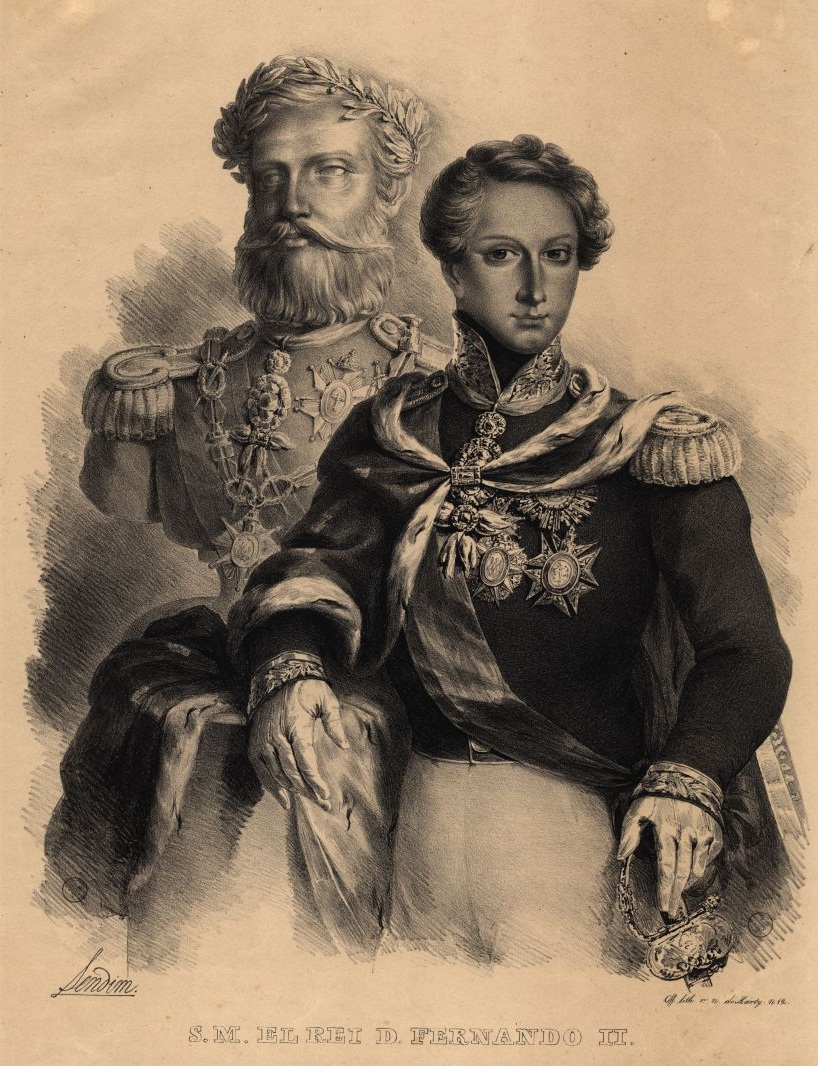
1840年，24岁的斐迪南二世站在他已故的岳父佩德罗四世半身像旁边

斐迪南二世是萨克森-科堡-哥达的斐迪南和他的妻子科哈里的安东尼的长子，弟弟奧古斯特為保加利亞沙皇斐迪南一世之父。他也是比利时国王利奥波德一世和肯特公爵夫人维多利亚（英国维多利亚女王之母）的侄子，墨西哥皇后卡洛塔是他的堂妹，而英国维多利亚女王的丈夫阿尔伯特亲王是他的堂兄。
1836年4月9日，斐迪南與葡萄牙女王玛丽亚二世結婚，成為葡萄牙配親王，隔年生下佩德罗王儲，斐迪南親王依据妻权即位为葡萄牙配国王，號稱斐迪南二世。
这对皇家夫妇形成一个良好的共治团队。妻子玛丽亚怀孕时，斐迪南会更多地处理政务。1853年，玛丽亚二世死于难产，斐迪南也同时退位。但也有人认为在1853年—1855年期间，已经退位的斐迪南仍為他的儿子、新任国王佩德罗五世摄政。
1869年，他拒绝成為西班牙國王。在晚年的时候，斐迪南二世与歌剧歌手艾莉莎·亨斯勒结婚。
斐迪南是一个聪明的艺术与现代自由主义思想的人。他擅长于蚀刻、陶器和画水彩画。他是英国皇家科学院院长和科英布拉的玫瑰十字会的大师。1838年他在辛特拉建造佩纳宫，建筑的梦幻折衷主义风格充满象征意义可以与巴伐利亚国王路德维希二世的新天鹅堡相比。他在这座城堡里与他的第二任妻子度过了他的余生。

## 頭銜
- 1816年至1826年：薩克森公爵、薩克森-科堡-薩爾費爾德王子斐迪南殿下
- 1826年至1836年：薩克森公爵、薩克森-科堡-哥達王子斐迪南殿下
- 1836年至1837年：葡萄牙配親王、薩克森公爵斐迪南殿下
- 1837年至1853年：葡萄牙與阿尔加維配国王、坚贞的斐迪南陛下
- 1853年至1885年：葡萄牙攝政斐迪南二世殿下